# Наранхилья
Паслён ки́тосский, или наранхилья (исп. naranjilla) (лат. Solanum quitoense) — плодовый кустарник семейства Паслёновые. В Колумбии носит название «луло». 

## Описание
Плодово-декоративный травянистый кустарник. Достигает 1,5—2 метров в высоту. Имеет большие резные листовые пластины с ярко выраженными прожилками и фиолетовыми волосками, а также опущенные к земле плоды и цветки. Однолетнее растение пригодно для посадки как в саду, так и в оранжерее. В период цветения на нём появляются небольшие цветы с пятью лепестками, образующие редкие кистевидные пазушные соцветия.
Верхняя часть лепестка имеет гладкую глянцевую поверхность, в то время как нижняя покрыта густым фиолетовым опушением.
Плоды оранжевые, округло-эллиптические, в поперечном разрезе достигают 6 см, покрыты легко удаляемыми белыми волосками. Плод обладает цитрусовым вкусом, который иногда описывают как сочетание ревеня и лайма. Плоды схожи с томатами, нежные и легко повреждаются при созревании, поэтому их обычно собирают недозрелыми.
Наранхилью используют для приготовления соков, морсов, десертов.

## Распространение
Родина — предгорья Анд. В XXI веке этот кустарник культивируется в Колумбии, Эквадоре, Панаме, Коста-Рике, Перу и на Антильских островах. 

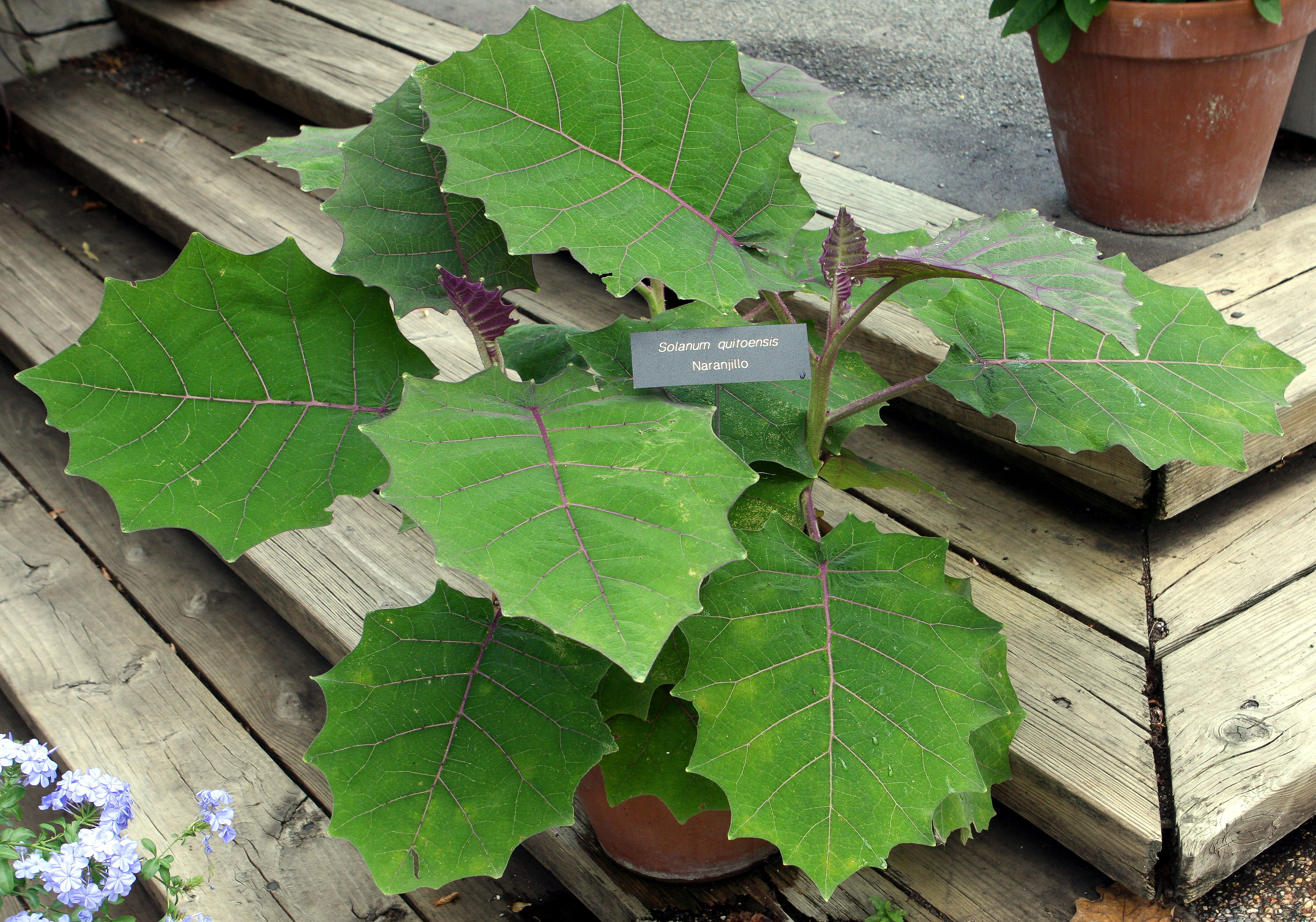

## Состав
Состав фруктов варьируется от региона к региону. Статистические данные основаны на фруктах Коста-Рики :
| питательные вещества | процент содержания |
| -------------------- | ------------------ |
| Вода                 | 90%                |
| Белок                | 1%                 |
| Жиры                 | менее 0,0001%      |
| Углеводы             | 3,8%               |
| Клетчатка            | 1,4%               |
| Сахар                | 3%                 |
| Калории              | (ккал/100г) 18     |
| Витамин C            | 2,6%               |

Статистические данные основаны на фруктах, найденных в Колумбии и Эквадоре :
| Питательные вещества | мг на 100 г питательных веществ. |
| -------------------- | -------------------------------- |
| Кальций              | 5,9–12,4 мг                      |
| Фосфор               | 12,0–43,7 мг                     |
| Протеин              | 0,34–0,64 мг                     |
| Каротин              | 0,071–0,0232 мг                  |
| Тиамин               | 0,04–0,094 мг                    |
| Рибофлавин           | 0,03–0,047 мг                    |
| Ниацин               | 1,19–1,76 мг                     |